# Studentkasern
En studentkasern är benämningen på en under artonhundratalet vanlig boendeform för studenter i Lund.

## Ursprung

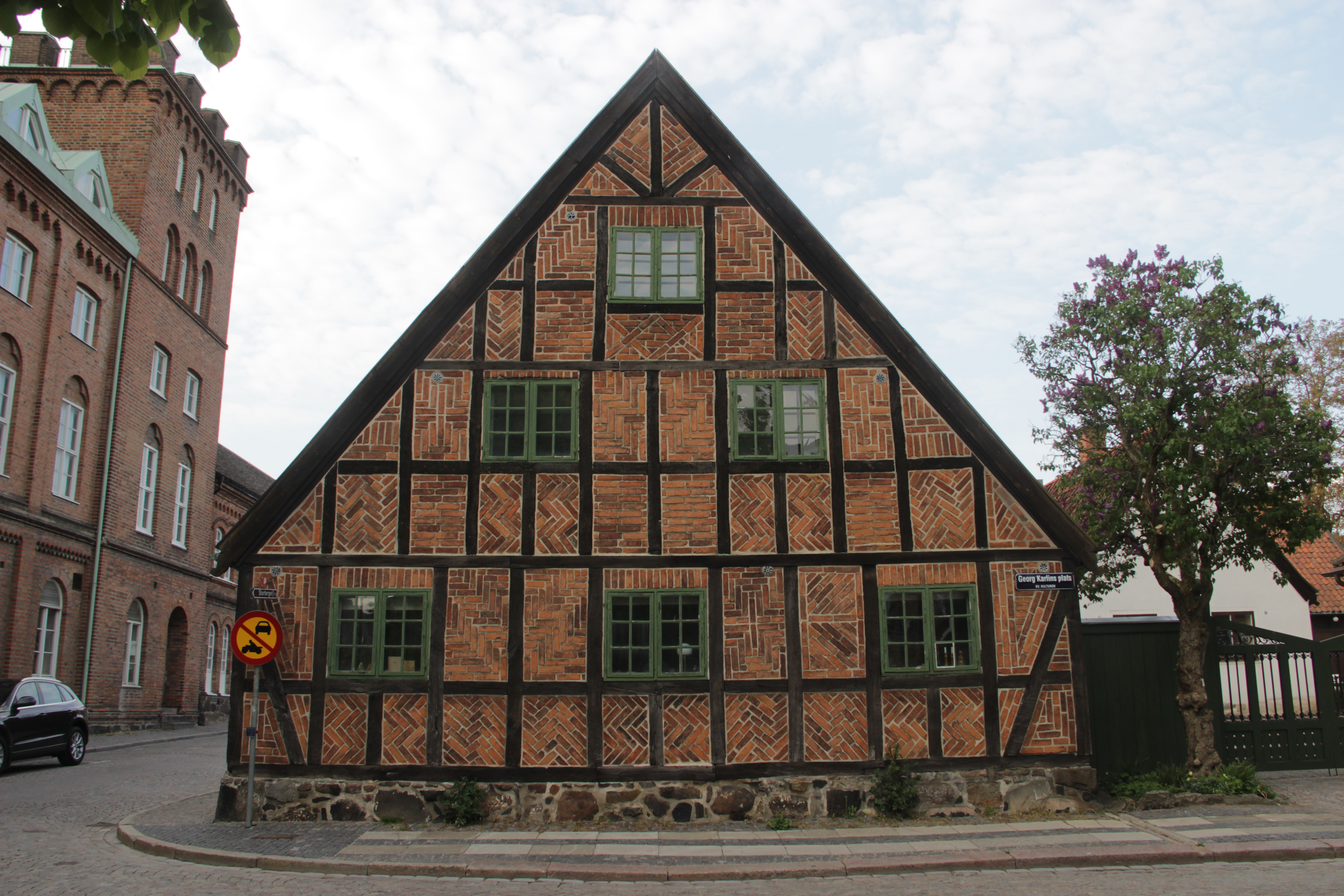
Locus Peccatorum är en av de mer kända studentkasernerna i Lund, inte minst på grund av det mord som inträffade där 1829.

Under artonhundratalet visade sig den gamla studentboendelösningen för studenter vid Lunds universitet - att bo inhysta hos professorer, enskilda borgare eller änkor - otillräcklig för att svara mot bostadsbehovet. Lösningen blev därför att skapa ett nytt boende där så många rum som möjligt på en så liten yta som möjligt kunde hyras ut till enskilda studenter, ett förfarande som speglade den allmänna boendeformsutvecklingen vid denna tid. Resultatet blev studentkasernen. Studentkasernens absoluta höjdpunkt som bostadsform torde ha inträffat runt 1870 - exempelvis bodde en tredjedel av Lunds studenter i studentkaserner år 1864.  Ordet studentkasern (på lundensiska studéntrakassär eller harrakasär.) finns belagt sedan 1841, även om själva boendeformen torde vara något äldre; studentkasernerna uppkom runt 1830 (även om föregångare kan spåras hela vägen tillbaka till 1700-talet) och var en av de vanligaste studentboendeformerna i Lund fram till ungefär 1900.

## Boendestandard

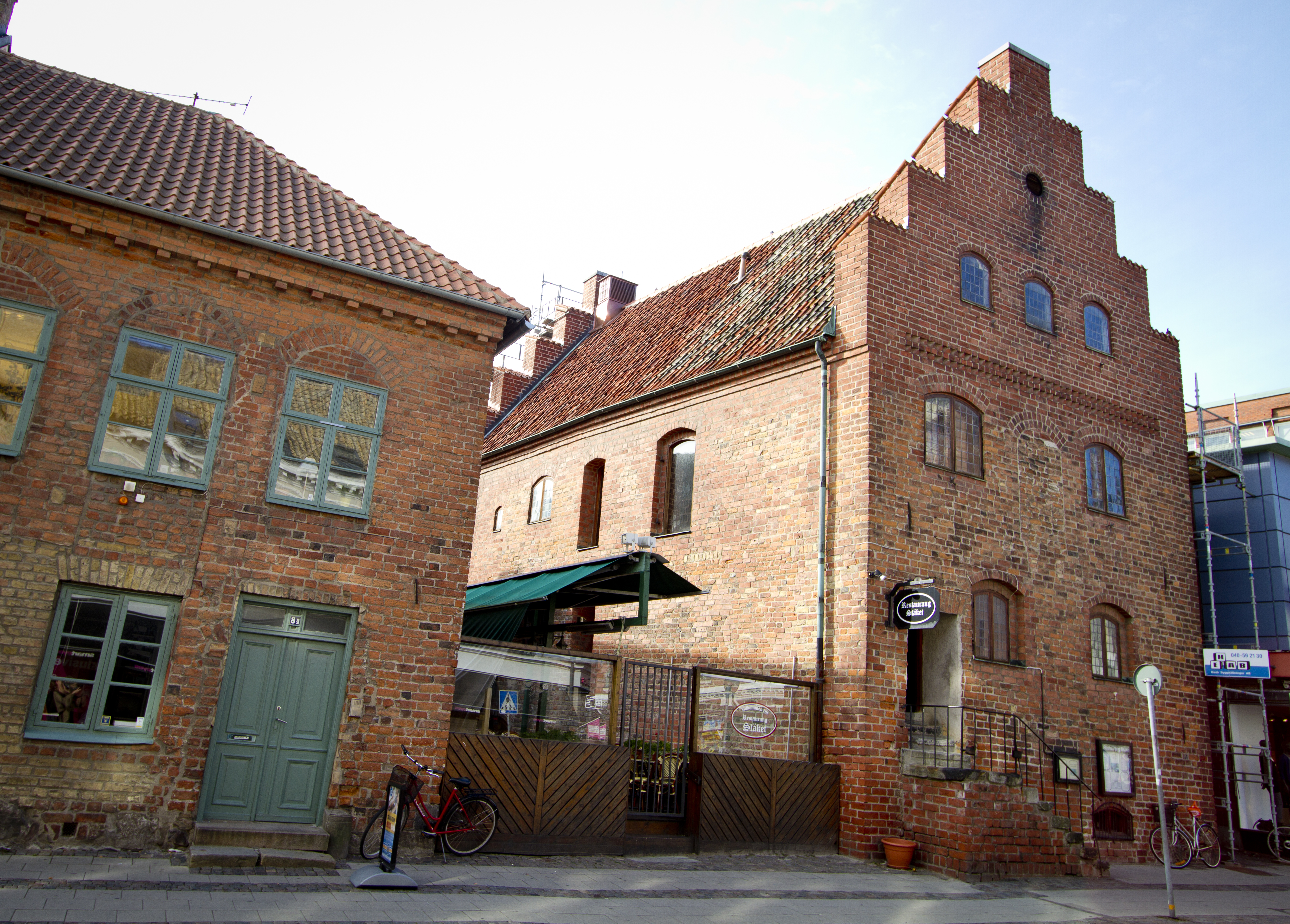
Stäkets historia som studentboende är mindre känd, men det visar på den spännvidd som fanns i vilka byggnader som fungerade som studentkaserner.

Begreppet studentkasern betecknade närmast en boendeform, snarare än en särskild hustyp. Det fanns ingen särskild standard för vad  som utgjorde en studentkasern och vad som inte gjorde det, och många olika hus av skiftande storlek och utseende har betecknats som studentkaserner. Ingemar Ingers menar dock i sin klassiska bok om studentkaserner att det särskiljande för en studentkasern var att de utgjordes av enskilda hus där ett antal oftast möblerade rum låg samlade kring en korridor eller förstuga och ett och ett hyrdes ut till studenter. Detta skiljde dem från renodlade lägenhetshus eller uthyrningsrum i enskilda lägenheter. Studentkasernerna skall således, namnet till trots, inte förväxlas med militära kaserner. Något boende på logement, som man annars kanske föreställer sig, var det inte fråga om, och disciplinen torde ha varit allt annat än militärisk.
I allmänhet var studentkasernerna 1½- eller 2-våningshus där värdfolket bodde på bottenvåningen och studenterna i rum (på lundensiska kallade studentrom, kanidatrom eller harrarom) på ovanvåningen. En enskild studentkasern kunde ha ett skiftande antal studentrum - från 4-5 stycken upp till mer än dussinet rum. I hyran ingick även städerska (på lundensiska städ eller harrastädorska). Rummen var dock dåligt underhållna och blev med tiden mer och mer slitna. Boendestandarden halkade efter förhållandena i resten av staden och vid början av 1900-talet kunde de gamla studentkasernerna inte mäta sig med standarden hos många lundensiska nybyggen.

## Namnen

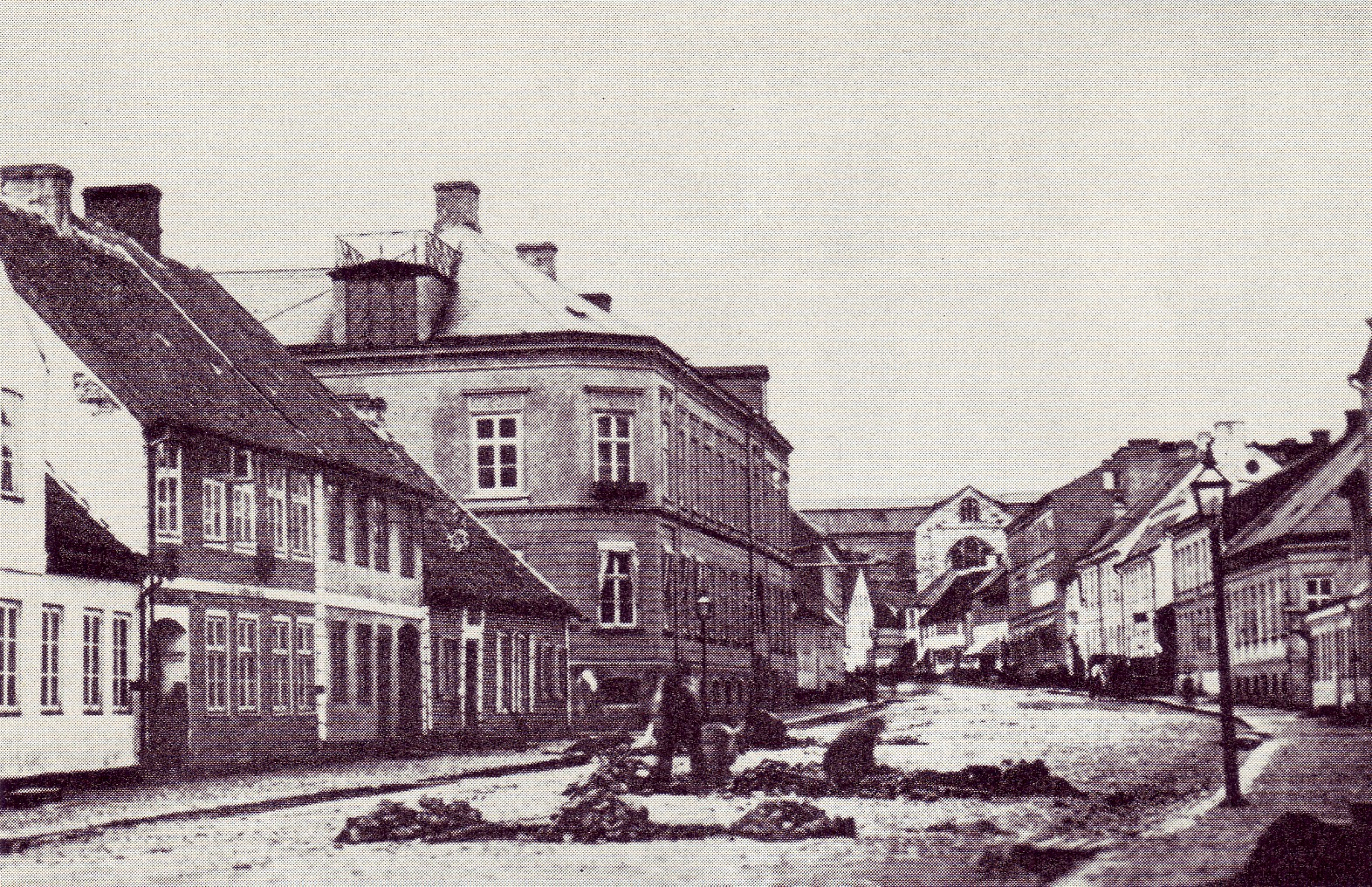
Sträckan, det mörka huset med vita fönsterkarmar till vänster, fick sitt namn efter en incident där ägaren självgott hävdade att han byggt på en ovanvåning "pao hela strättjan", vilket dock inte var mer än "en kort stump".

Studenthumorn gav ofta studentkasernerna mer eller mindre fantasifulla namn. Ibland kunde namnen hänsyfta på ägarens namn, såsom i fallet med Omberg och Kullaberg (där ägarna hette Ohm respektive Kull). I andra fall kunde namnen ha kommit till på grundval av ägarens egenskaper, vilket var fallet med bland andra Mecka (där ägaren ansågs vara "snål som en turk"), Mösseberg (där ägaren var mössmakare) och Röda Helvete (vars ägare hade rött skägg). Ytterligare kaserner fick namn efter bostadens egenskaper, såsom Jeriko (efter en hög mur som blockerade solljuset) och Lyktan (efter husets många fönster), eller efter de boende, vilket var fallet med Riddarhuset där så gott som samtliga inneboende studenter var adliga. Vissa studentkaserner fick namn som pendanger till närliggande kaserner, som Medina (tvärs över gatan från Mecka), Locus Virtutum (som låg bredvid Locus Peccatorum) och Betlehem (som låg på samma gata som Jerusalem).

## Studentkasernernas slut
Studentkasernerna var, som ovan nämnts, ofta dåligt underhållna. Efter år 1870 började denna brist på underhåll att bli allt mer märkbar; inte nog med att rummen var slitna, moderna sanitetsinrättningar saknades ofta. I takt med att nybyggen i Lund gav studenterna möjligheten att hyra rum av bättre kvalitet och med högre boendestandard så började också studentkasernerna att försvinna. Vissa studentkaserner revs, medan andra blev privatbostäder eller butiker. Ytterligare några, såsom Jeriko, utvecklades till rena slumbostäder för stadens fattiga, medan andra tjänstgjorde som sovrum för sjuksköterskor eller restaurangpersonal. Ännu några få studentkaserner tjänade som helhet som studentbostadshus till och med 1930-talet, och ytterligare några fåtal rum i forna studentkaserner hyrdes ut till studenter så sent som 1951, även om de då knappast kunde räknas som studentkaserner i ordets egentliga mening.
Förutom nybyggnation av bostadshus som gav studenter möjlighet att bo inneboende med högre kvalitet än de kunde på studentkasernerna, så började även Akademiska föreningen, studentnationerna och diverse privata intressen att uppföra nya studentboenden under 1800- och 1900-talen. Dessa studentboenden kan sägas utgöra andliga efterföljare till artonhundratalets studentkaserner.

## Lista över studentkaserner i Lund
| Namn                 | Bild                                                                                | Adress                                                                           | Byggår                              | Öde | Kommentar                                                                                        |
| -------------------- | ----------------------------------------------------------------------------------- | -------------------------------------------------------------------------------- | ----------------------------------- | --- | ------------------------------------------------------------------------------------------------ |
| Aspegrenska huset    | Bild saknas                                                                         | Sankt Annegatan 1                                                                | 1840                                | Inköpt av Akademiska föreningen 1902 och använt som bostad för restaurangpersonal. Riven 1946. På tomten uppfördes sedan ett nytt "Aspegrenskt hus". |                                                                                                  |
| Betlehem             | Bild saknas                                                                         | Bankgatan 4                                                                      | ???                                 | Riven mellan 1951 och 1967 | Även kallad Björkholzka gården.                                                                  |
| Bondeska palatset    | Bild saknas                                                                         | Stora Södergatan                                                                 | ???                                 | ??? | Närmare information saknas.                                                                      |
| Fyris                | Bild saknas                                                                         | Östra Mårtensgatan 10                                                            | 1880                                | ??? |                                                                                                  |
| Glädjen              | Bild saknas                                                                         | Tomten nummer 279 C i hörnet av Winstrupsgatan och Sankt Petri kyrkogata         | 1700-talet                          | Riven omkring 1907 |                                                                                                  |
| Jeriko               | Bild saknas                                                                         | Tomten nummer 103 B vid Kiliansgatan                                             | Omkring 1870                        | Riven innan 1967 |                                                                                                  |
| Jerusalem            | Bild saknas                                                                         | Tomten nummer 192 på hörnet av Västra Mårtensgatan och Bankgatan                 | Innan 1840                          | Riven 1916 |                                                                                                  |
| Kullaberg            | Bild saknas                                                                         | Tomten nummer 279 vid västra änden av Lilla Gråbrödersgatan                      | Innan 1834                          | Riven 1941 för att ge plats åt telegrafverkets nya byggnad.                                                                                          |                                                                                                  |
| Landgrens            | Bild saknas                                                                         | Lilla Algatan 5                                                                  | 1855                                | Bevarad |                                                                                                  |
| Locus Peccatorum     | Locus Peccatorum                                                                    | Hörnet av Sankt Annegatan och Adelgatan                                          | Sent 1600-tal eller tidigt 1700-tal | Bevarad. Ägs av Kulturen. | Se även Mordet i Locus Peccatorum                                                                |
| Locus Virtutum       | Bild saknas                                                                         | Gården innanför Locus Peccatorum                                                 | 1824/1832                           | Bevarad. |                                                                                                  |
| Lustiga huset        | Bild saknas                                                                         | Tomegapsgatan 28                                                                 | Omkring 1890                        | Bevarad |                                                                                                  |
| Lybeckska kasernen   | Bild saknas                                                                         | Lilla Tvärgatan eller Bankgatan                                                  | ???                                 | ??? | Närmare information saknas.                                                                      |
| Lyckbergska gården   | Lyckbergska gården är huset med balkongen. Själva studentkasernen låg på bakgården. | Grönegatan 16                                                                    | 1863                                | Bevarad. |                                                                                                  |
| Lyktan               | Lyktan                                                                              | Sankt Petri kyrkogata 3                                                          | 1700-tal                            | Bevarad. | Sammanbyggd med två andra studentkaserner, kallade Lövkojan respektive Hoppet.                   |
| Långholmen           | Bild saknas                                                                         | Stora Tomegatan 18                                                               | 1852                                | Riven efter 1950. Numera står Lunds nations hus på platsen.                                                                                          |                                                                                                  |
| Lättjan              | Lättjan är det vita huset till vänster                                              | Tomten nummer 283 vid Kyrkogatan                                                 | Innan 1864                          | Riven 1916 för att göra plats för Skånska hypoteksföreningens hus, numera Hypotekshuset.                                                             |                                                                                                  |
| Malmrosiska kasernen | Bild saknas                                                                         | Skomakaregatan 4                                                                 | 1840-talet                          | Bevarad. | Även kallad Malmrosens.                                                                          |
| Mecka                | Bild saknas                                                                         | Tomegapsgatan 10                                                                 | 1861                                | Bevarad. |                                                                                                  |
| Medina               | Bild saknas                                                                         | Tomegapsgatan 9                                                                  | 1855                                | Bevarad. |                                                                                                  |
| Möllerska kasernen   | Bild saknas                                                                         | Västra Mårtensgatan                                                              | ???                                 | ??? | Närmare information saknas.                                                                      |
| Mösseberg            | Bild saknas                                                                         | Tomten nummer 298 A i hörnet av Winstrupsgatan och Lilla Gråbrödersgatan         | 1833                                | Riven 1941 för att ge plats åt telegrafverkets nya byggnad.                                                                                          |                                                                                                  |
| Ohmska kasernen      | Bild saknas                                                                         | Tomten nummer 304 i sydvästra hörnet av Winstrupsgatan och Lilla Gråbrödersgatan | 1841                                | Riven 1933 för att göra plats åt Lunds elverk. | Även kallad Omberg                                                                               |
| Petersborg           | Bild saknas                                                                         | Stora Algatan 6                                                                  | 1836                                | Riven efter 1951. | Även kallad Petersburg                                                                           |
| Petterssons          | Bild saknas                                                                         | Krafts torg 6                                                                    | 1830-talet                          | Riven 1927. |                                                                                                  |
| Riddarhuset          | Bild saknas                                                                         | Stora Södergatan 21                                                              | 1823/1839                           | Bevarad. |                                                                                                  |
| Röda helvete         | Bild saknas                                                                         | Bredgatan 11                                                                     | Innan 1864                          | Riven på 1880-talet. |                                                                                                  |
| Sista resursen       | Bild saknas                                                                         | Adelgatan 14 eller Västra Mårtensgatan                                           | ???                                 | ??? | Närmare information saknas. Eventuellt är det fråga om två olika studentkaserner med samma namn. |
| Stenbergska kasernen | Bild saknas                                                                         | Sandgatan 14                                                                     | Tidigt 1800-tal                     | Bevarad. |                                                                                                  |
| Sträckan             | Sträckan är den mörka byggnaden med fem fönster till vänster i bild                 | Stora Södergatan 14                                                              | 1832/ca 1854                        | ??? |                                                                                                  |
| Stäket               | Stäket                                                                              | Stora Södergatan 6                                                               | 1570-talet                          | Bevarad. |                                                                                                  |
| Thelanderska gården  | Bild saknas                                                                         | Bredgatan 9                                                                      | 1841-1850                           | Rivet mellan 1950 och 1979. Numera ligger bostadshus på platsen.                                                                                     |                                                                                                  |
| Wickmanska gården    | Wickmanska gården                                                                   | Tomten nummer 19 i hörnet av Bredgatan och Paradisgatan                          | 1788                                | Bevarad (ehuru delvis nerbrunnen och återställd i samma stil 2002).                                                                                  |                                                                                                  |
| Utan namn            | Bild saknas                                                                         | Bantorget 3                                                                      | 1910                                | ??? |                                                                                                  |